# Chaudefonds-sur-Layon
Chaudefonds-sur-Layon – miejscowość i gmina we Francji, w regionie Kraj Loary, w departamencie Maine i Loara.
Według danych na rok 2010 gminę zamieszkiwało 957 osób, a gęstość zaludnienia wynosiła 64 osób/km².